# Dannelsesroman
Dannelsesroman betegner en roman, som beskriver en hovedpersons livsforløb med barndom, ungdom (modning) og voksenliv. Romanens midte, hvor hovedpersonen modnes, er konfliktfyldt og præget af uforsonlighed, men dette overvinder hovedpersonen til slut, hvorved et idealiseret billede af et dannet menneske fremstår. På dansk er Meïr Aron Goldschmidts Hjemløs et typisk eksempel.
| Sprog og litteratur | Spire Denne artikel om litteratur er en spire som bør udbygges. Du er velkommen til at hjælpe Wikipedia ved at udvide den. |